# Valderhaugstrand
Valderhaugstrand är en ort i Giske kommun i Møre og Romsdal fylke i västra Norge. Orten ingår i tätorten Nordstrand på ön Valderøya och utgör kommunens centralort.